# Rast & Gasser

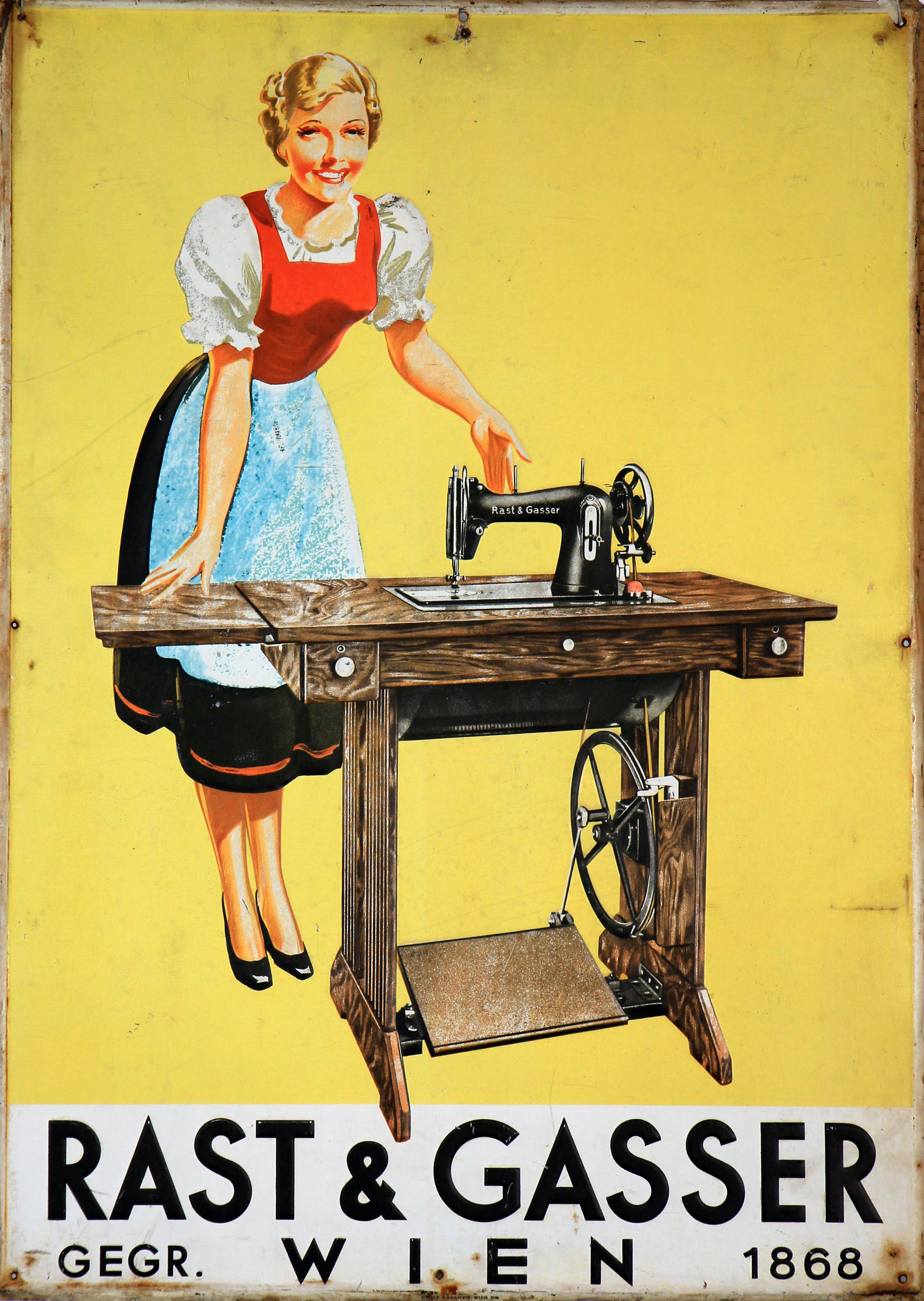
Werbetafel von Rast & Gasser

Die Firma Rast & Gasser war ein Hersteller von Nähmaschinen und Schusswaffen aus Wien. Sie zählte zu den ältesten und bedeutendsten österreichischen Nähmaschinenfabriken.

## Geschichte
Das Unternehmen wurde 1868 vom Wiener Schlosser August Rast (1846–1922) gegründet, der unter anderem bei L. Bollmann, dem ersten Nähmaschinenhersteller in Wien sein Handwerk erlernte. Rast machte sich selbstständig und begann, in der Wohnung seiner Eltern in Wien-Ottakring Nähmaschinen nach dem System Grover & Baker zu erzeugen. Sehr bald schon hatten die von ihm hergestellten Maschinen einen guten Ruf erlangt, so dass das langsam wachsende Unternehmen zuerst in die Gablenzgasse und schließlich in größere Räumlichkeiten in der Ottakringer Festgasse umzog. Auf der Wiener Weltausstellung 1873 erhielten die von Rast ausgestellten Nähmaschinen eine Auszeichnung.

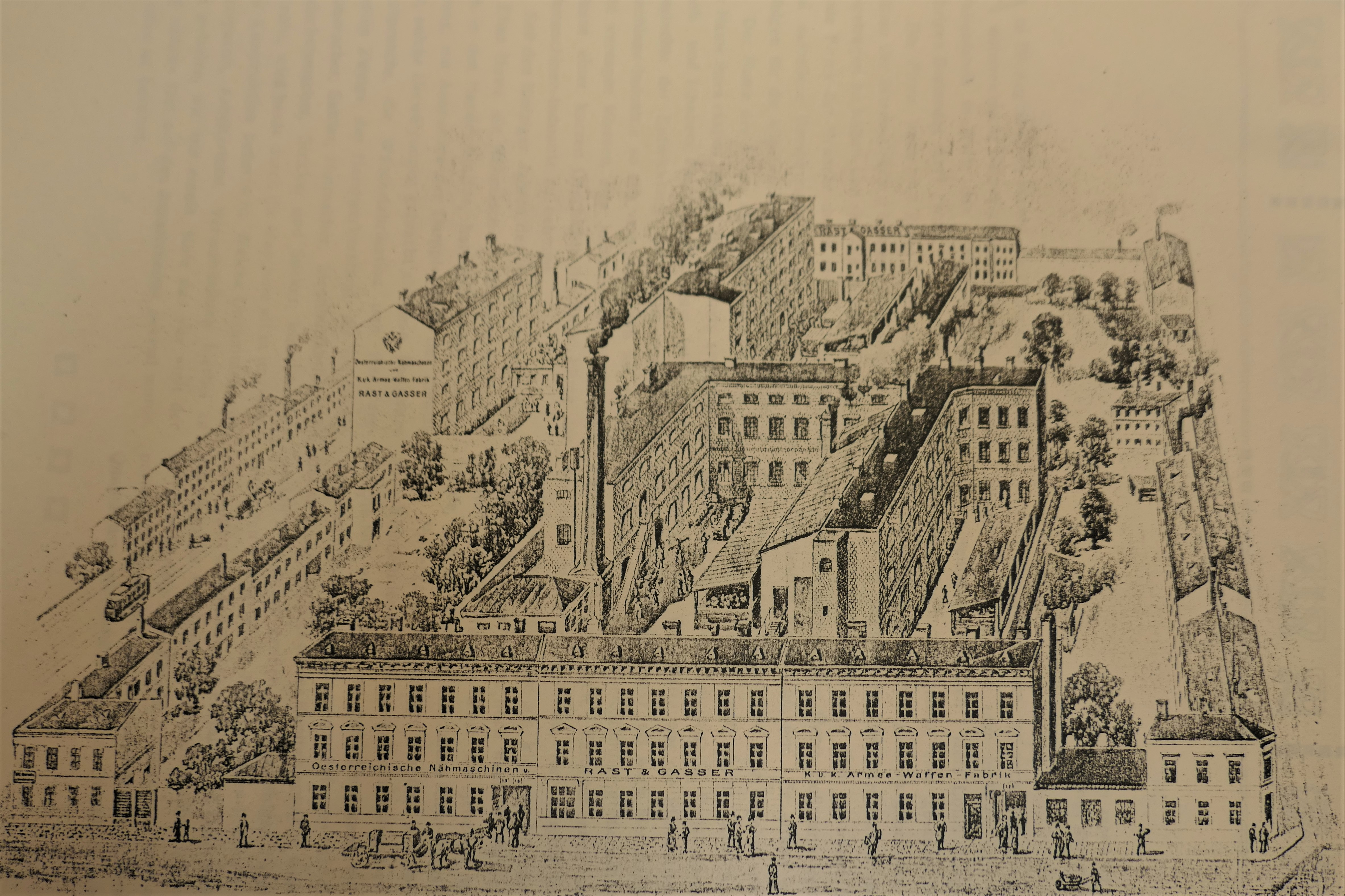
Rast & Gasser (Nähmaschinen- und Waffenfabrik um 1900) Wien, Lobenhauerngasse 13–15

Im Jahr 1877 schloss sich August Rast mit dem Ottakringer Kaufmann Michael Gasser (1848–1905) zusammen, Bruder der Waffenfabrikanten Johann Gasser und Leopold Gasser. Gemeinsam übersiedelten sie in die ehemalige Nähmaschinenfabrik V. Reichelt & Co. und erzeugten sog. Langschiff- und Rundschiffmaschinen nach dem System der Firma Singer. 1880 kam die Fabrikation durch einen Brand des Fabrikgebäudes für vier Monate zum Erliegen.
Am 1. Jänner 1884 wurde das Unternehmen Rast & Gasser Offene Gesellschaft durch August Rast und Johann Gasser ins Firmenbuch eingetragen. Der Firmensitz befand sich in der Gasser-Fabrik (Feßtgasse 17) in Wien-Ottakring, Johann Gasser trug das alleinige Vertretungsrecht der Firma. 1886 zog sich dieser wieder aus dem Unternehmen zurück und übertrug seine Gesellschaftsanteile an seinen Bruder Michael, Kaufmann in Ottakring.

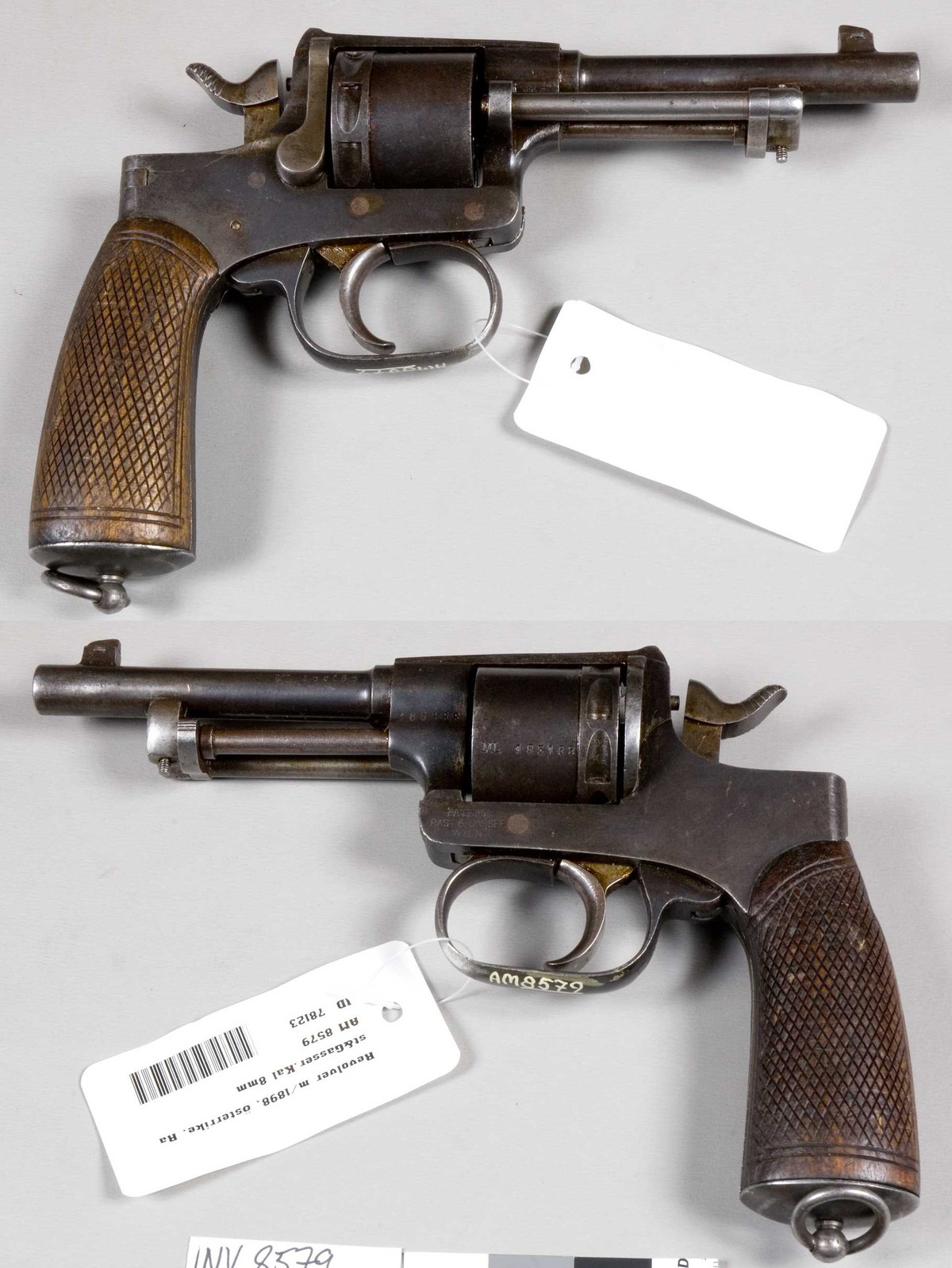
Rast & Gasser M1898

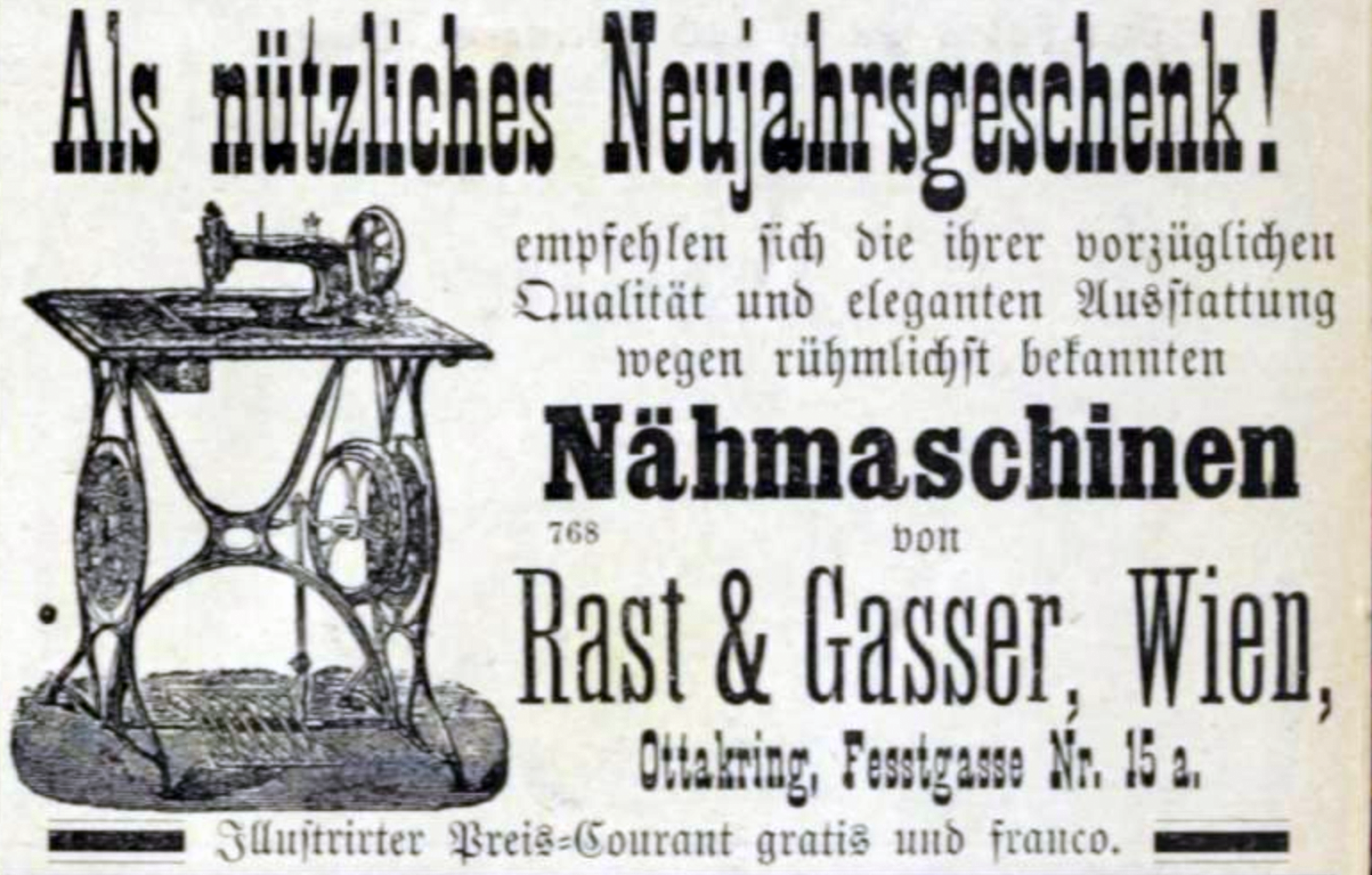
Werbeannonce aus dem Jahr der Gründung

1887 übersiedelte das Unternehmen in ein neues Fabriksgebäude in Wien-Hernals und nahm die Fabrikation von Schusswaffen auf. Rast & Gasser wurde in der Folge Lieferant der Österreichischen Waffenfabriks Gesellschaft in Steyr und erzeugte auch Teile der sehr bekannten Steyr-Mannlicher-Gewehre. Das Unternehmen beschäftigte um 1890 bereits über 400 Arbeiter. Nach dem Ende der Fertigung für die ÖWG wandte man sich wieder verstärkt der Erzeugung von Nähmaschinen zu. Rast & Gasser entwickelte sich in der Folge zum größten Nähmaschinenerzeuger Österreich-Ungarns und nahm auch Handfeuerwaffen ins Programm auf. August Rast entwickelte im Auftrag des k.u.k. Kriegsministeriums den patentierten Armee-Revolver Rast & Gasser M1898. Ab dem Jahr 1898 wurde die erfolgreiche Zentral-Bobbin-Nähmaschine für "Familien und Handwerker" erzeugt.
Im Jahr 1903 erwarb August Rast die Waffenfabrik Leopold Gasser und fusionierte sie mit Rast & Gasser, die Werksanlagen in St. Pölten wurden daraufhin verkauft. 1904 wurde Rast nach dem Ausscheiden Michael Gassers Alleininhaber der Firma. Im Jahr 1906 wurden an die 30.000 Nähmaschinen erzeugt, von denen 10.000 in den Export gingen. Von den erzeugten Revolvern wurden an die 3.000 Stück exportiert und bis 1918 an die 200.000 Stück des Armee-Revolvers M1898 erzeugt. 1916 gewann Rast & Gasser einen Aufsehen erregenden Gerichtsprozess, der das Wort Singer nicht als geschützten Markennamen, sondern als Gattungsbezeichnung für Nähmaschinen definierte. Das Ende des Ersten Weltkrieges bedeutete dagegen einen harten Einschnitt für die Firma, die mit der Rohstoffknappheit zu kämpfen hatte.

Nach dem Tod des Firmengründers August Rast (1922) führten seine Söhne August jun. (1885–1936), Josef (1892–1972) sowie sein Schwager Franz Rast (1871–1931) als Direktor das Unternehmen erfolgreich weiter. 1928 wurde die Fabrikation umfassend modernisiert und 1937 beging man feierlich das 70-jährige Jubiläum der Firmengründung. In den 1930er Jahren bekam die Firma allerdings die Auswirkungen der Weltwirtschaftskrise zu spüren und musste die Produktion drosseln. Infolge finanzieller Probleme der Firma trat Josef Rast aus dem Unternehmen aus, dessen Leitung von seinem Schwager Dipl. Ing. Otto Goschenhofer übernommen wurde.

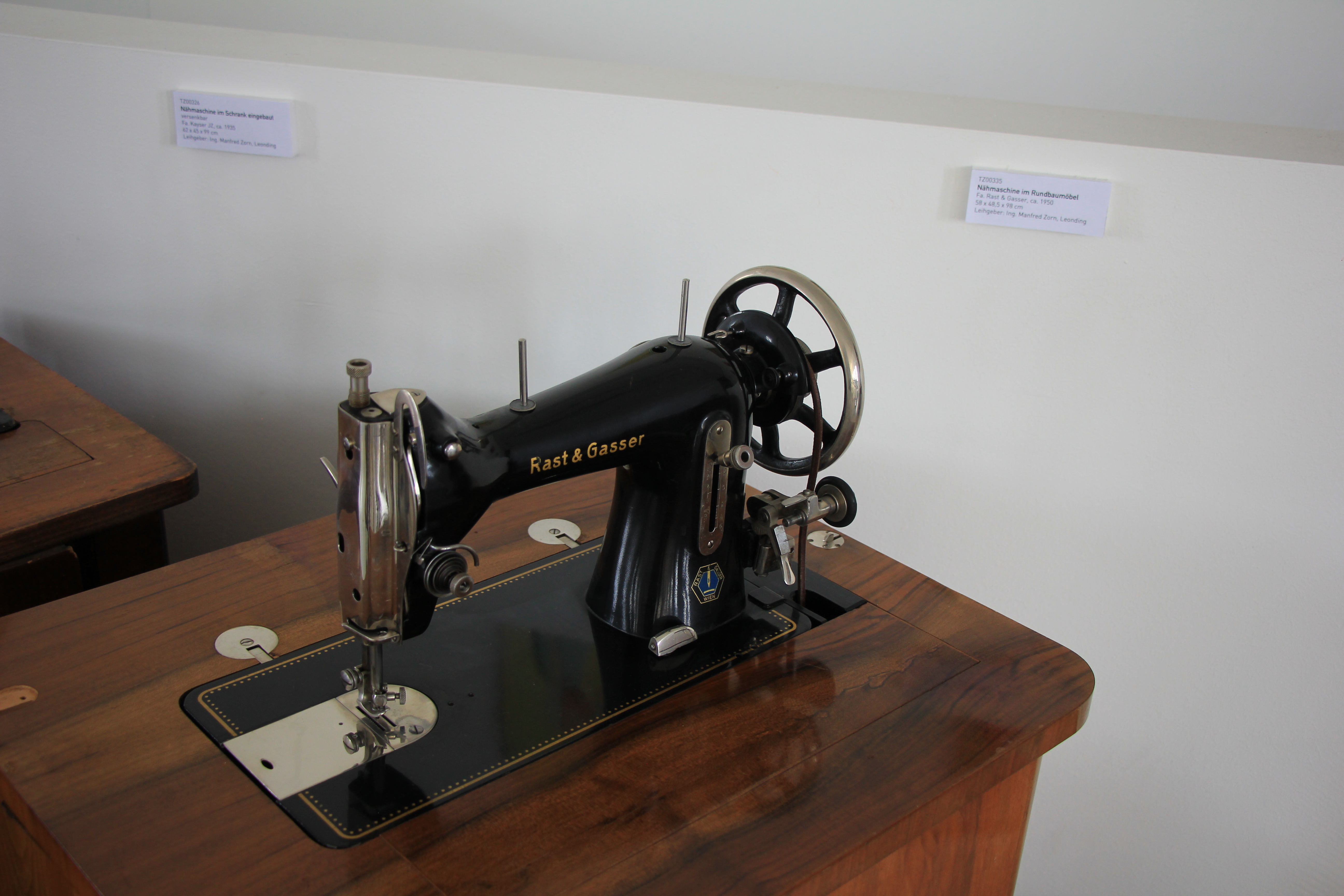
Rast & Gasser – Nähmaschine (ca. 1950)

1934 wurde das Unternehmen in die "Österreichische Nähmaschinen-Fabrikations Ges. m. b. H. Rast & Gasser" umgewandelt und galt zugleich als einziger heimischer Erzeuger von Nähmaschinen. Der Export ging in die ganze Welt. 1939 warb das Unternehmen noch mit dem Slogan "Ein Wiener Qualitätserzeugnis". Im selben Jahr veranlassten die übermächtigen reichsdeutschen Nähmaschinenhersteller die Liquidation der mehr oder minder unliebsamen Konkurrenz aus Wien. 1941 wurde diese nach einem Beschluss der Generalversammlung schließlich durchgeführt und das Unternehmen aufgelöst. Das Fabriksgelände in Folge (vermutlich) der Firma Wertheim einverleibt. Zwischen 1942 und 1945 befand sich an dieser Adresse (Wien XVII., Lobenhauerngasse 13–19) ein NS-Zwangsarbeiterlager. Bereits kurz nach Kriegsende wurde das Unternehmen neu gegründet und nahm bereits kurz später – nach anderen Quellen erst im Juni 1946 – wieder die Herstellung von Nähmaschinen auf.
Die Firma Rast & Gasser wurde nach dem Tod von Josef Rast im Jahre 1972 endgültig geschlossen.

## Patente
- Patent  AT9366B: Revolver mit seitwärts verschwenkbarer Trommel. Veröffentlicht am 10. Oktober 1902, Anmelder: Rast & Gasser (Wien).‌  (Konstruktionszeichnung mit Revolvern Fig. 1–7 auf Seiten 4–6 in der Patentschrift)
- Patent  AT9999B: Kreisbündelpaket für Patronen. Veröffentlicht am 25. November 1902, Anmelder: Rast & Gasser (Wien).‌ (Konstruktionszeichnungen Fig. 1–5 auf Seite 4 in der Patentschrift)